# Hoisbüttel (metropolitana di Amburgo)
Hoisbüttel è una stazione della metropolitana di Amburgo, sulla linea U1, diramazione per Ohlstedt, penultima fermata della linea stessa.
È situata a Ammersbek, comune a nord est della città di Amburgo, ed è stata inaugurata come stazione il 12 settembre 1918; è stata utilizzata per la linea U1 solo dal 1º febbraio 1925, al termine dell'elettrificazione della linea. Si tratta di una stazione di superficie e l'ultimo riammodernamento è stato effettuato nel 1989.